# المدرسة العليا للتقنيات الصناعية المتقدمة
المدرسة العليا للتقنيات الصناعية المتقدمة (بالفرنسية:  École supérieure des technologies industrielles avancées)‏ أو إستيا اختصاراً (بالفرنسية: ESTIA)‏، هي إحدى مدارس الهندسة الفَرَنسية الـ 204 المعتمدة في فرنسا لمَنح دِبلوم الهندسة .

## التخصصات
تَقوم المدرسة على مدار ثلاث سنوات بتكوين مهندسين ليكونوا مسؤولين عن التصميم ومكاتب الإنتاج بالإضافة إلى إدارة المشاريع. كما أن الطلاب يَتَلقون تدريب في إتقان مهارات مُرتبطة بتكنولوجيا المعلومات وكذلك الميكانيكا والطاقة والإلكترونيات حتى يتمكنوا من العمل في العديد من قطاعات العمل مثل: الطيران، صناعة السيارات، مجال الإلكترونيات، الأغذية الزراعية، ومجال علوم الكمبيوتر. يتم تدريس الدروس باللغات الفرنسية والإنجليزية والإسبانية. ويمكن للطلاب اختيار التخصصات في بداية السنة الثالثة، ومنها على سبيل المثال:
- الهندسة الرقمية
- الإدارة التقنية والابتكار
- الحوسبة التفاعلية
- أنظمة الميكاترونكس والأنظمة المدمجة
- الهندسة الصناعية والإدارة
- إدارة المشاريع والابتكار
- التحكم في الشبكات الذكية والتوليد المتوزع

## الموقع
تَقع المدرسة في الجزء الجنوبي الغربي من فرنسا، في إقليم الباسك، بالقرب من مدينة بياريتز على ساحل المحيط الأطلسي. تُقدم المدرسة للشركات الصناعية المحلية إمكانية الوصول إلى منصاتها لنقل التكنولوجيا، من خلال مشاريع مبتكرة، ومختبرات الأبحاث ، وإنشاء شركات ناشئة.